# 本延寺 (千葉県長生村)
本延寺（ほんねんじ）は、千葉県長生郡長生村信友にある日蓮宗の寺院。山号は長植山。旧本山は茂原藻原寺、小西法縁。境内には長生村指定文化財の多宝塔がある（昭和61年（1986年）4月21日指定）。

## 歴史
- 天文23年（1554年）自足院日暁を開山に創建された。

## 境内
- 本堂
- 鐘楼堂　平成13年（2001年）日蓮宗立教開宗750年慶讃事業として再建された。

## 歴代
- 自足院日暁（開山）
- 吉野了栄（大僧正）
  - 現在は無住で付近の本養寺の住職が代務している。

## 参考資料
- 日蓮宗寺院大鑑編集委員会『宗祖第七百遠忌記念出版 日蓮宗寺院大鑑』大本山池上本門寺 (1981年)
- 日蓮宗新聞 2017年3月9日
- 千葉日報 2017年3月9日

## 公式サイト
- 公式ウェブサイト

座標: 北緯35度23分20秒 東経140度21分29.3秒 / 北緯35.38889度 東経140.358139度